# Mały Mur (Rzędkowice)

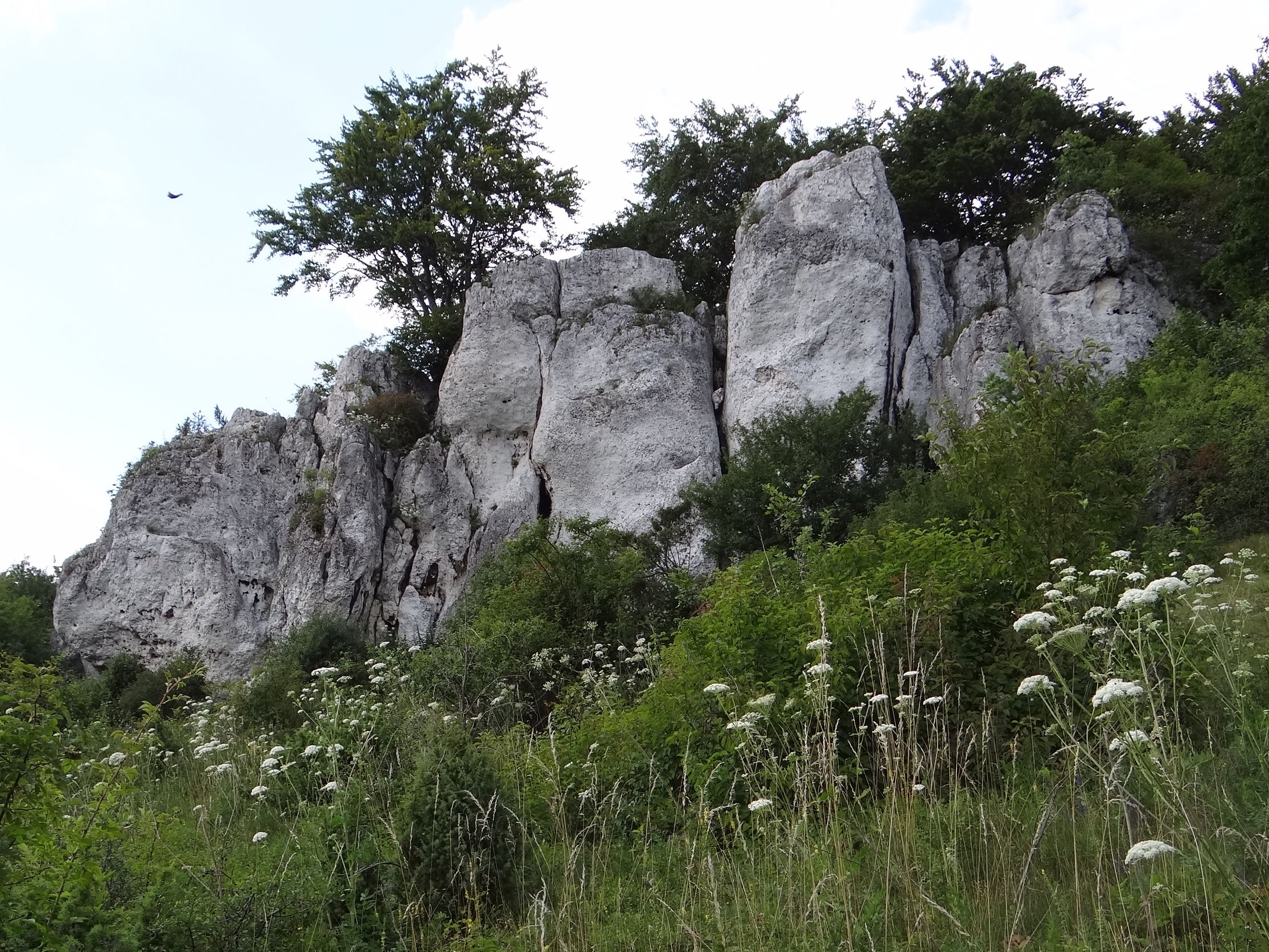

Mały Mur – grupa skał na Wyżynie Częstochowskiej w miejscowości Rzędkowice w województwie śląskim, w powiecie zawierciańskim, w gminie Włodowice. Należą do tzw. Skał Rzędkowickich. Przez wspinaczy skalnych zaliczane są do Grupy Studniska.
Jest to grupa zbudowanych z wapieni niewysokich skał tworzących skalny mur. Od południowo-wschodniej stronie znajdują się na terenie otwartym, ale zarastającym już zaroślami, po północno-zachodniej stronie znajduje się las. Wspinacze skalni wyróżniają wśród nich skały Mały Mur, Mały Mur II i Mały Mur III. Ściany wspinaczkowe o wystawie południowo-wschodniej. Wspinacze poprowadzili na nich 22 drogi wspinaczkowe o trudności od II do VI.4 w skali Kurtyki. Na niektórych zamontowano ringi (r) i stanowiska asekuracyjne (st).

Mały Mur I
1. Bez nazwy; V
2. Homer Simpson; 3r + st, VI.2 0.00
3. Sąsiedzi; 3r + st, VI
4. Bez nazwy; II
5. Bez nazwy; st, VI

Mały Mur II
1. Bez nazwy; III
2. Bez nazwy; V+
3. Betonowe płoty; 4r + st, IV
4. Sen Sołtysa; 5r + st, VI.2
5. Pojedynek na wietrze; VI.1+
6. Izba wytrzeźwień; 4r + st, VI.1+
7. Obowiązek małżeński; 5r + st, VI.2+

Bez nazwy; V 0.00
1. Indianie z Kielc; 5r + st, VI.2
2. Wypłyń na głębię 5r + st, VI.3+
3. Kastrujące oblubienice; 5r + st, VI.4+
4. Bez nazwy; VI

Mały Mur III
1. Kominek z blokiem; V
2. Bez nazwy; V
3. Bez nazwy; V
4. Bez nazwy; VI.1+
5. Bez nazwy; V[2].